# Piława Dolna (przystanek kolejowy)
Piława Dolna – zlikwidowany przystanek kolejowy w Piławie Dolnej, w województwie dolnośląskim, w Polsce.